# Hau Ruck! SPQR
La Hau Ruck! SPQR è un'etichetta discografica indipendente italiana nata nel 2003 a Roma dalla collaborazione di Vincenzo Auteri (che precedentemente era tra i fondatori della Runes & Men) ed Albin Julius (che già da anni gestiva l'austriaca Hau Ruck!).

## Storia della Hau Ruck! SPQR

### Antecedenti: La Runes & Men
Nel 2001, un gruppo di Dj ed organizzatori di concerti gravitanti nella scena goth e post-industriale romana, fondò l'etichetta Runes & Men prendendo ispirazione per il nome da un brano dei Death in June.
La prima pubblicazione dell'etichetta fu una compilazione dal titolo Noir (Death Is Our Friend + Meat Is Our Lover) (2001), che già vedeva alcuni nomi che definirono il marchio per il breve tempo della sua vita, tra cui Spiritual Front, Macelleria Mobile Di Mezzanotte e Lupinaria. L'etichetta fu infatti attiva solo dal 2001 al 2004 realizzando produzioni in limited edition di indirizzo industrial, experimental e neofolk oltre che del citato Spiritual Front, anche di Der Feuerkreiner, Inner Glory, Ain Soph e Der Bekannte Post Industrielle Trompeter.
Gia nel 2003 Vincenzo Auteri (aka Vinz Aquarian) della Runes & Men aveva iniziato a produrre alcune band con il nome Hau Ruck! SPQR, in accordo con Albin Julius, e nel 2004 la Runes & Men chiuse i battenti. Da essa però nacquero, oltre alla Hau Ruck! SPQR, anche la Butcher's House Prod. e la In the Night Time.

### 2003: La nascita della Hau Ruck! SPQR
La Hau Ruck! SPQR nacque nel 2003 e nello stesso anno la sua prima pubblicazione fu un disco tributo alla storica band romana Ain Soph dal titolo Tutti A Casa! Ain Soph Tribute. All'album presero parte band importanti della scena come Mushroom's Patience, Nový Svět, Argine, Der Blutharsch, Circus Joy, Foresta Di Ferro e Dernière Volonté. Sempre nel 2003 furono poi pubblicati Nihilist EP di Spiritual Front e Tardo Autunno dei Calle Della Morte.

## Alcuni artisti prodotti
- Ain Soph
- Ballo Delle Castagne
- Calle Della Morte
- ClauDEDI E Nemici
- Corazzata Valdemone
- Death In Rome
- Egida Aurea
- Der Feuerkreiner
- The Green Man
- Hautville
- Inner Glory
- Les Jumeaux Discordants
- Lupi Gladius
- Macelleria Mobile Di Mezzanotte
- Mushroom's Patience
- La Pietra Lunare
- Recondita Stirpe
- Roma Amor
- Runes Order
- Spectre
- Spiritual Front
- Varunna
- Vinz Aquarian